# Ossokino (Kaliningrad, Bagrationowsk)
Ossokino (russisch Осокино, deutsch Groß Waldeck) ist ein Ort in der russischen Oblast Kaliningrad (Gebiet Königsberg (Preußen)). Er liegt im Rajon Bagrationowsk (Kreis Preußisch Eylau) und gehört zur Gradeiskoje selskoje posselenije (Landgemeinde Gwardeiskoje (Mühlhausen)).

## Geographische Lage
Die Ortschaft liegt in der historischen Region Ostpreußen, etwa 17 Kilometer nordnordöstlich der  Stadt Bagrationowsk  (Preußisch Eylau) und 3 ½ Kilometer südsüdöstlich des Dorfs Tischino (Abschwangen).
Durch die Gemarkung der Ortschaft fließt das Groß Waldecker Mühlenfließ (russ. Pokosnaja).

## Geschichte
Die Besiedlung von Groß Waldeck geschah wohl bereits zu prußischer Zeit in Verbindung mit dem Stammesheiligtum „Romowe“. Dieses überbaute der Deutsche Orden im Zuge der Christianisierung mit einem Kloster, dem Eremiten-Kloster „Zur Heiligen Dreifaltigkeit“ des Bettelmönchordens der Augustiner mit dem Namen „Patollen“ (wohl nach dem prußischen Edlen Patolle oder Patulle, der hier seinen Sitz hatte). Im Jahr 1782 war Groß Waldeck ein adliges Vorwerk mit einer Mühle und fünf Feuerstellen (Haushaltungen), das zur Gutsherrschaft Waldeck gehörte.
Zwischen 1874 und 1945 gehörte Groß Waldeck zum Amtsbezirk Abschwangen (russisch: Tischino) im Landkreis Preußisch Eylau im Regierungsbezirk Königsberg der preußischen Provinz Ostpreußen im Deutschen Reich. Im Jahre 1910 zählte der Gutsbezirk Groß Waldeck 179 Einwohner.
Am 1. April 1927 hatte der Gutsbezirk Groß Waldeck eine Flächengröße von 666 ha, 60 ar und 51 m², und am 16. Juni 1925 hatte der Gutsbezirk 160 Einwohner.  Zum 30. September 1928 verlor Groß Waldeck seine Eigenständigkeit und wurde mit  dem Ortsteil Konitten (russisch: Ossinowka) in die Landgemeinde Mostitten (russisch: Ostrowskoje) eingegliedert.
Gegen Ende des Zweiten Weltkriegs wurde Groß Waldeck im Frühjahr 1945 von der Roten Armee besetzt und anschließend zusammen mit dem nördlichen Ostpreußen von der Sowjetunion besatzungsrechtlich in eigene Verwaltung genommen. Der Ort erhielt 1946 den russischen Namen „Ossokino“. 
Bis 2009 war der Ort in den Tschechowski sowjet (Dorfsowjet Tschechowo (Uderwangen)) eingegliedert und ist seither – aufgrund einer Struktur- und Verwaltungsreform – eine als „Siedlung“ (russisch: possjolok) eingestufte Ortschaft innerhalb der Gwardeiskoje selskoje posselenije (Landgemeinde Gwardeiskoje (Mühlhausen)).

## Verkehr
Der Ort liegt zwei Kilometer südlich der russischen Fernstraße A 196 (ehemalige deutsche Reichsstraße 131) an einer Nebenstraße, die von Tischino (Abschwangen) nach Domnowo (Domnau) und weiter bis ins russisch-polnische Grenzgebiet bei dem nicht mehr existenten Ort Schirokoje (Schönbruch, polnisch: Szczurkowo) führt. 
Bis 1945 war Neu Waldeck (russisch: Kaschtanowo) die nächste Bahnstation und lag an der Bahnstrecke von Königsberg (heute russisch: Kaliningrad) nach Angerburg (heute polnisch: Węgorzewo), die seither nicht mehr in Betrieb genommen worden ist.

## Kirche
Mit seiner mehrheitlich evangelischen Bevölkerung war Groß Waldeck mit Konitten vor 1945 in das Kirchspiel Almenhausen / Abschwangen (russisch: Kaschtanowo / Tischino) mit Pfarrsitz in Almenhausen eingepfarrt. Es gehörte zum Kirchenkreis Preußisch Eylau (heute russisch: Bagrationowsk) in der Kirchenprovinz Ostpreußen der Kirche der Altpreußischen Union. Letzter deutscher Geistlicher war Pfarrer Walter Sgaga.
Heute liegt Ossokino im Einzugsbereich der evangelisch-lutherischen Gemeinde in Domnowo (Domnau). Sie ist eine Filialgemeinde der Auferstehungskirche in Kaliningrad (Königsberg) innerhalb der Propstei Kaliningrad der Evangelisch-lutherischen Kirche Europäische Russland (ELKER).